# Åstrup (Faaborg-Midtfyn Kommune)
 For alternative betydninger, se Åstrup. (Se også artikler, som begynder med Åstrup)
Åstrup er en landsby på Fyn med 207 indbyggere  (2024). Åstrup er beliggende syv kilometer øst for Faaborg, 2 kilometer vest for Vester Åby og 18 kilometer vest for Svendborg. Landsbyen tilhører Faaborg-Midtfyn Kommune og er beliggende i Region Syddanmark.
Den hører til Åstrup Sogn, og Åstrup Kirke ligger i landsbyen.
Åstrup var i landsbyfællesskabets tid en ret stor landsby med 35 gårde, 5 huse med jord og 16 huse uden jord. Driftsformen var trevangsbrug.
Byen har bl.a. haft en købmand, en benzintank og en autoophugger.